# Renato Locchi
Renato Locchi (Anhembi, 7 de maio de 1896 – São Paulo, 21 de maio de 1978) foi um médico anatomista, pesquisador e professor universitário brasileiro.
Professor de Anatomia da Escola Paulista de Medicina, Unifesp e foi diretor da Faculdade de Medicina da Universidade de São Paulo. Em 1916 obteve o diploma de farmacêutico, e em 1924 obteve o título de médico pela Faculdade de Medicina de São Paulo.
Foi discípulo de Alfonso Bovero, grande médico e anatomista fundador do Museu de Anatomia da Universidade de São Paulo, sucedendo-lhe na cátedra de Anatomia Descritiva e Topográfica da Faculdade de Medicina, constituindo-se como o principal continuador da obra de Bovero.
Foi contemporâneo de Odorico Machado de Souza e mestre de Liberato João Affonso Di Dio e de José Carlos Prates. Fundou em 1952 a Sociedade Brasileira de Anatomia e o museu de Anatomia da Escola Paulista de Medicina, que leva o seu nome.

## Biografia
Renato nasceu em Anhembi, no interior paulista, em 1896. Cursou o então curso elementar na cidade de Conchas, enquanto o então ginásio e preparatório foram cursados na capital paulista. O curso secundário foi cursado no Instituto de Ciências e Letras em São Paulo, onde o professor lógica e língua alemã e filósofo Henrique Geenen foi de grande importância em sua formação.
Em 1914, aos 18 anos, Renato ingressou na Escola de Farmácia e Odontologia de São Paulo, formando-se em 1916. Logo após sua graduação, ele retornou para Cerquilho, no interior paulista, para gerenciar a farmácia da família. Em 1919, porém, faleceu sua mãe. Assim, ele se mudou para a capital paulista com suas irmãs, momento em que decidiu estudar medicina no Rio de Janeiro, na então Faculdade Nacional de Medicina, na Praia Vermelha, hoje, Faculdade de Medicina da Universidade Federal do Rio de Janeiro.
Em seu terceiro ano de curso, Renato se transferiu para a Faculdade de Medicina e Cirurgia de São Paulo para poder ficar mais perto da família e em 1924 formou-se médico. Ainda no curso em São Paulo, Renato tornou-se discípulo de Alfonso Bovero, tanto que abandonou a residência em ginecologia, sob a orientação do professor José Ayres Netto no Hospital da Santa Casa de Misericórdia de São Paulo para se dedicar aos estudos anatômicos com Bovero.
Em 1922, começou a preparar sua tese, sob orientação de Bovero e em 4 de março de 1925 defendeu o doutorado. Em 16 de abril de 1925, foi nomeado como primeiro assistente de anatomia da faculdade de medicina, em regime integral. Em 10 de março de 1926, torno-se docente-livre de anatomia. Foi representante brasileiro em diversos congressos, encontros e simpósios no exterior. Em 1936, tornou-se livre-docente da Faculdade de Medicina de São Paulo e, a seguir, foi nomeado diretor interno do Departamento de Anatomia da Faculdade de Medicina de São Paulo.
Em agosto de 1937 prestou concurso e obteve o cargo de catedrático da anatomia descritiva e topográfica da Faculdade de Medicina de São Paulo. Em 1952 organizou e foi o vice-presidente da 8ª Reunião Brasileira de Anatomia, sendo fundador da Sociedade Brasileira de Anatomia e seu primeiro presidente.
Em 1955 foi nomeado presidente da comissão permanente do Regime de Tempo Integral pelo governador do estado de São Paulo. Em 24 de agosto de 1955 aposentou-se como catedrático de anatomia da FMUSP e recebeu o título de professor emérito. Partiu para Belo Horizonte em 1957 para ser o diretor do Departamento de Anatomia da Faculdade de Medicina da Universidade Federal de Minas Gerais. Em 29 de dezembro de 1957 recebeu o título de professor honoris causa da Faculdade de Ciências Médicas da Pontifícia Universidade Católica de Minas Gerais.
Em 1958 foi contratado como catedrático de anatomia da Faculdade de Medicina da Pontifícia Universidade Católica de São Paulo em Sorocaba. Em outubro de 1960 foi contratado para chefiar a cátedra de anatomia descritiva e topográfica da Escola Paulista de Medicina (EPM) por decreto do presidente da República.
Em 1963 recebeu o título de professor honoris causa da Faculdade de Medicina da Universidade Federal de Minas Gerais, em Belo Horizonte. Em 1 de fevereiro de 1966 aposentou-se no cargo de professor catedrático de anatomia descritiva e topográfica da EPM, mas lá continuou contratado como professor orientador científico do então criado Departamento de Morfologia. Em 1966 foi nomeado coordenador da biblioteca da Escola Paulista de Medicina, preparando a sua transformação em Biblioteca Regional de Medicina (Bireme), centro de documentação e divulgação para a América Latina, em convênio com a Panamerican Health Organization, World Health Organization.
Aposentou-se em 1968 do cargo de orientador científico da Escola Paulista, mas continuou como orientador de teses e professor do curso de pós-graduação em anatomia. Em julho de 1969 foi eleito membro honorário da Panamerican Association of Anatomy.

## Morte
Renato morreu em 21 de maio de 1978, na capital paulista, aos 82 anos. Seu corpo foi cremado e as cinzas foram sepultadas em Conchas, junto ao túmulo dos pais.

## Homenagem
Postumamente, em 22 de julho de 1978 foi inaugurado o seu retrato na Escola Paulista de Medicina e em 30 de julho do mesmo ano, um retrato seu foi inaugurado na Faculdade de Medicina da USP. Em 20 de novembro de 1978 foi inaugurado o seu retrato na Faculdade de Medicina da Universidade de Mogi das Cruzes. Em 8 de maio de 2008 foi homenageado pela Associação Paulista de Medicina com a placa Ars Longa, Vita Brevis.